# Pterodon (растение)
Pterodon (лат.) — род цветковых растений из семейства бобовые (Fabaceae). Включает четыре вида деревьев, произрастающих в Бразилии и Боливии. Характерные места обитания — тропические леса с сезонными засухами, лесные массивы (серраду) и терновые кустарники (каатинга), часто на голых скалах. Входит в состав подсемейства мотыльковых (Faboideae).
Pterodon можно отличить от других представителей Dipterygeae по следующим признакам:
ось листа вытянутая, плод — криптосамара с сальными железами в надкарпии, семенница гладкая, шов хорошо различим, рубчик семени расположен сбоку, покрыт гладкой зародышевой кожурой.

## Виды
В род включают четыре вида:
- Pterodon abruptus (Moric.) Benth.
- Pterodon apparicioi Pedersoli
- Pterodon emarginatus Vogeltypus[5]
- Pterodon pubescens (Benth.) Benth.